# Roodvleugeltangare
De roodvleugeltangare (Tangara lavinia) is een zangvogel uit de familie Thraupidae (tangaren).

## Verspreiding en leefgebied
Deze soort telt 3 ondersoorten:
- T. l. cara: van oostelijk Guatemala tot het noordelijke deel van Centraal-Panama.
- T. l. dalmasi: zuidelijk Panama.
- T. l. lavinia: van oostelijk Panama tot westelijk Ecuador.